# Czuluut gol
Czuluut gol (jęz. mongolski: Чулуут гол) – rzeka spływająca dolinami z Changaju, w centralnej Mongolii. Jest dopływem Ider gol. Ma 415 km długości. Szerokość przy ujściu do Ider gol wynosi ok. 80 m, maksymalna głębokość dochodzi do 3 m. Powierzchnia dorzecza to ok. 10 750 km². Zwykle zamarza od listopada do kwietnia. Jej dopływem jest Suman gol.